# Nickolas Muray

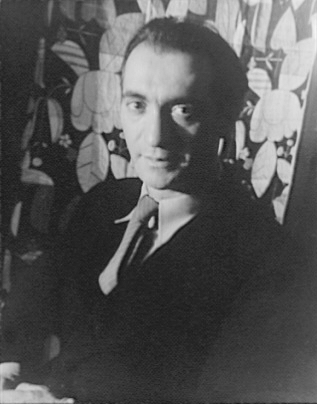
Nickolas Muray, door Carl Van Vechten, 1933

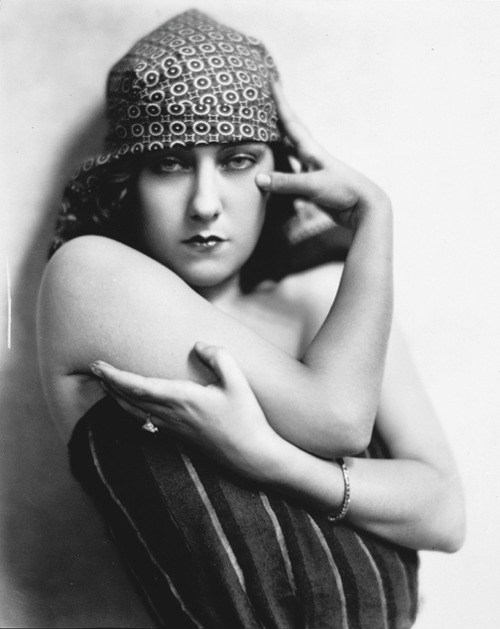
Gloria Swanson, door Muray, 1922

Nickolas Muray, geboren Miklós Mandl (Szeged, 15 februari 1892 - New York, 2 november 1965) was een Amerikaans fotograaf van Hongaarse herkomst en van Joodse afkomst. In de jaren dertig en veertig droegen zijn foto's in tijdschriften en advertentiecampagnes substantieel bij aan het creëren van het Amerikaanse ideaalbeeld van middenklassegeluk. Muray was ook een vooraanstaand schermer en nam deel aan twee Olympische Spelen.

## Leven en werk
Muray volgde een grafische opleiding in Boedapest en vervolgens een driejarige fotografieopleiding in Berlijn, waar hij leerde omgaan met kleurfilters. Hij ging werken voor uitgeverij Ullstein. In 1913 vertrok hij naar New York en vond er werk als kleurenfotograveur in Brooklyn.
In 1920 opende Muray een portretstudio in Greenwich Village. In 1921 kreeg hij een belangrijke opdracht van Harper's Bazaar voor een portrettenserie van Broadway-actrice Florence Reed. Vanaf dat moment zou hij maandelijks werk in Harper's Bazaar publiceren, waaronder bekend geworden portretten uit 1922 van danseres Desha Delteil en actrice Gloria Swanson. Hij groeide in hoog tempo uit tot een van de meest vooraanstaande portretfotografen in de Verenigde Staten en werd al snel ook gevraagd door andere tijdschriften en kranten, als Vanity Fair, Vogue, Ladies' Home Journal, and The New York Times. Hij kreeg vooral opdrachten om beroemdheden te fotograferen, vaak in Hollywood, maar ook in Parijs, Londen en Berlijn. Tussen 1920 en 1940 maakte hij meer dan 10.000 portretfoto's.
Muray fotografeerde begin jaren twintig vooral met een soft focus-techniek, met picturalistische invloeden. Eind jaren twintig schakelde hij als een der eersten over op de Carbo-driekleurentechniek en werd daarmee een der eersten die professioneel in kleur fotografeerde. Vanaf die tijd legde hij zich steeds vaker ook toe op commerciële fotografie, vaak voor grote advertentiecampagnes. Tussen 1930 en 1950, in een tijd die gekenmerkt werd door eerst depressie en later oorlog, ontwikkelde hij zich als zodanig tot een van de belangrijkste vormgevers van de geïdealiseerde nationale Amerikaanse waarden, gekenmerkt door een huiselijk middenklasse-geluk. Muray was ook een van de eerste fotografen die gebruikmakend van massamedia vrijwel alle lagen van de bevolking wist te bereiken en aldus daadwerkelijk invloed op de algemene cultuur uitoefende.

#### Frida Kahlo
Muray fotografeerde in 1931 de Mexicaanse schilderes Frida Kahlo. Hij was net gescheiden van zijn tweede vrouw en Kahlo net gehuwd met Diego Rivera, maar toch kregen de twee een relatie. Die relatie zou tien jaar duren, ging zelfs door nadat Muray voor de derde keer huwde en stopte toen Kahlo in 1941 van Rivera scheidde: Muray wilde met haar trouwen maar Kahlo wilde Muray alleen als minnaar, niet als echtgenoot. Murray verliet haar vervolgens voorgoed en trouwde voor een vierde keer. Zijn kleurrijke fotoportret van Kahlo uit 1939, gezeten op een sofa in New York, geldt wel als het bekendste dat van haar is gemaakt.
Een portrettenserie van Dwight D. Eisenhower uit de jaren vijftig is het laatste grote fotoproject dat Muray volbracht.

#### Schermer
Muray was in zijn tijd ook een volleerd schermer en kwam als Amerikaan uit op de Olympische zomerspelen van 1928 te Amsterdam en op de spelen van 1932 te Los Angeles, met de sabel. Toen hij in 1961 nog een partij aan het schermen was kreeg hij een hartaanval, maar werd succesvol gereanimeerd. In 1965 kreeg hij opnieuw een hartaanval tijdens een schermpartij en kwam te overlijden, 73 jaar oud.

## Galerij

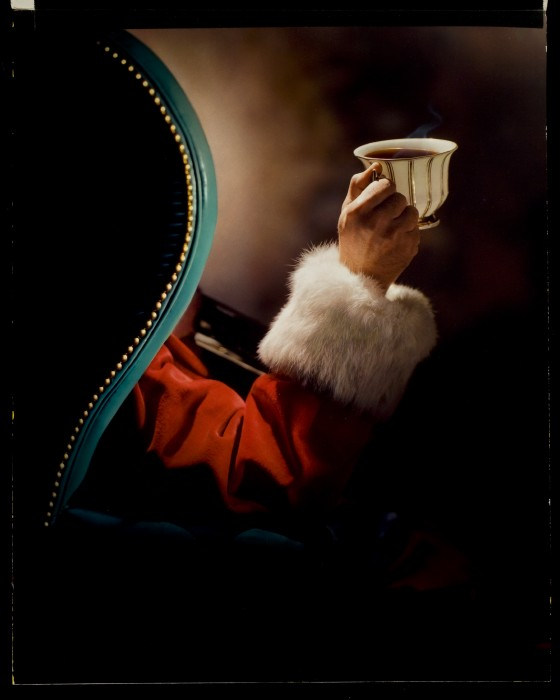
Santa Claus, reclame A&P Coffee, 1958
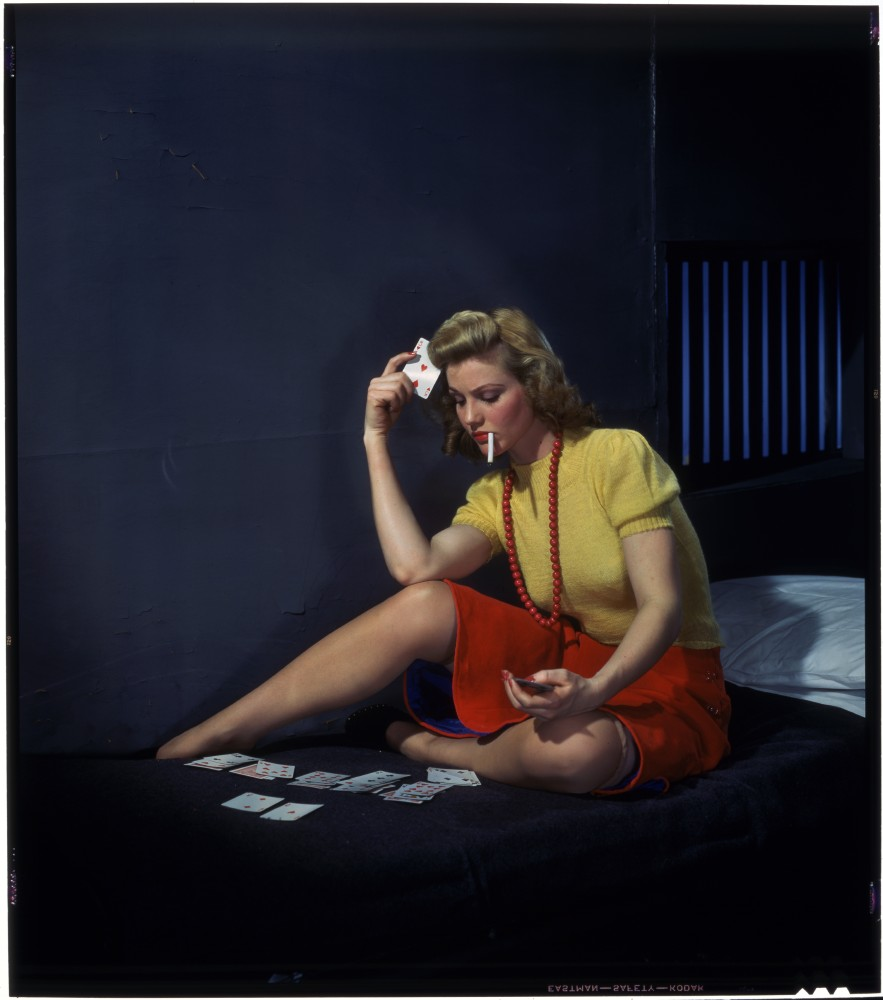
Woman in Cell, playing solitaire, ca. 1950
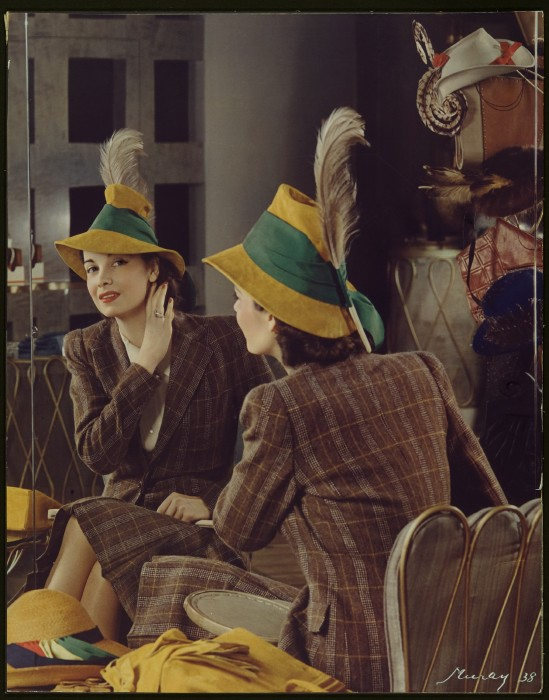
Girl in feathered Hat, McCall cover, 1938
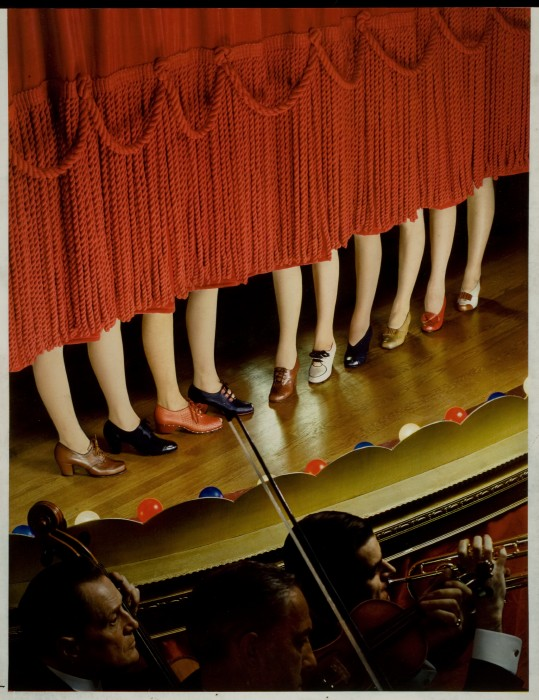
Cover McCall Style & Beauty, 1942
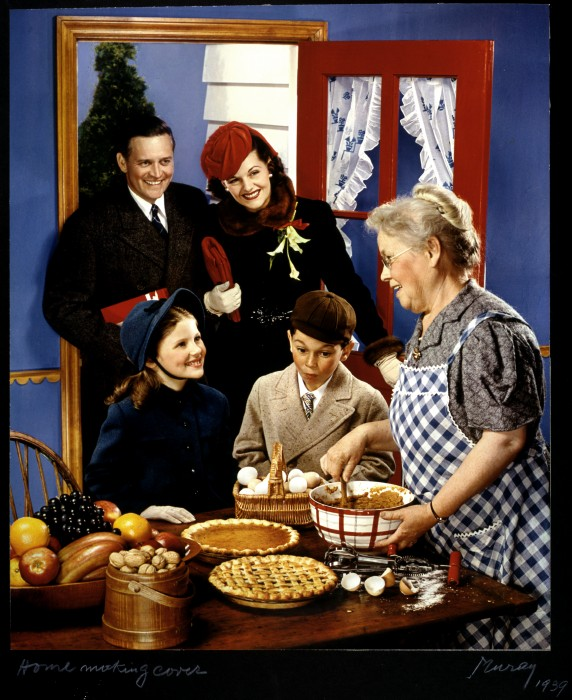
Family arriving in the Kitchen for the Holidays, McCall Cover 1939
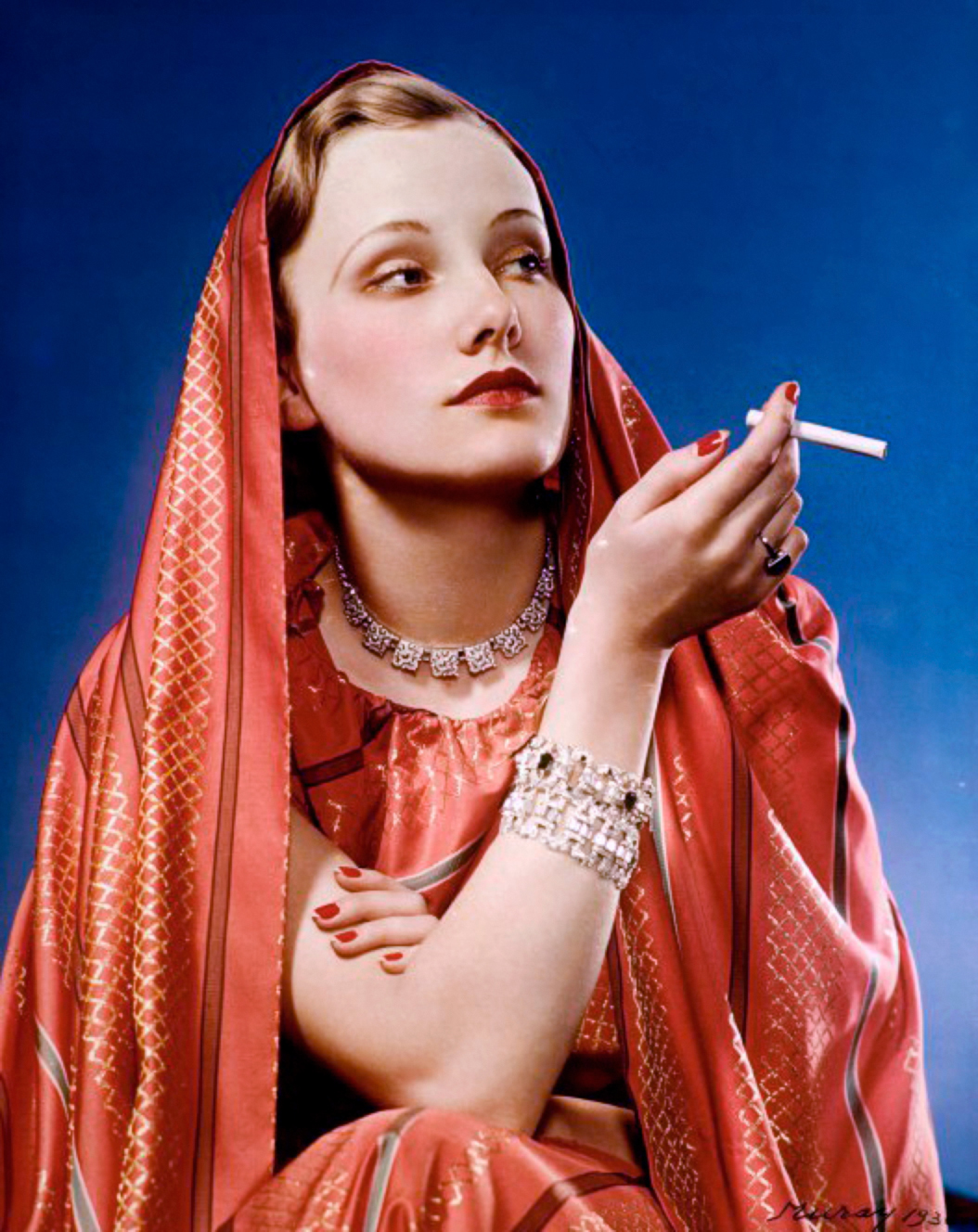
Girl in Red, reclame Lucky Strike, 1936
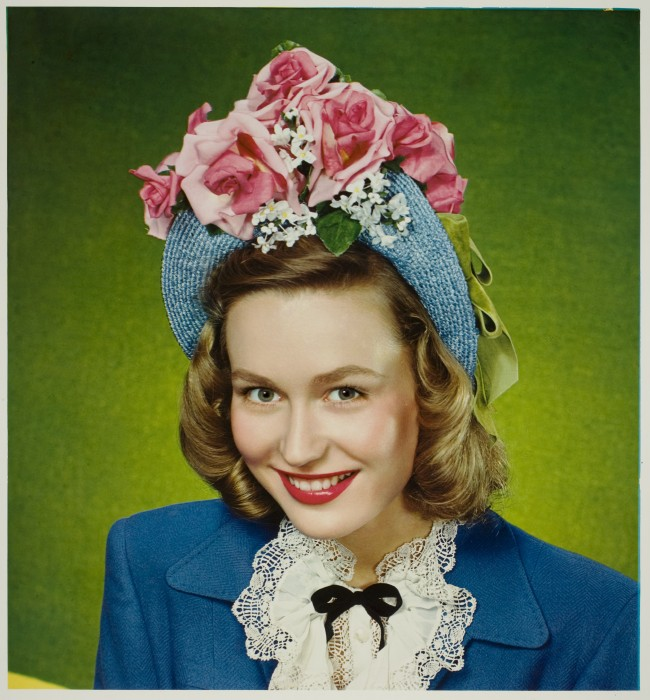
Eastern Hat, Whitman Chocolates, 1945
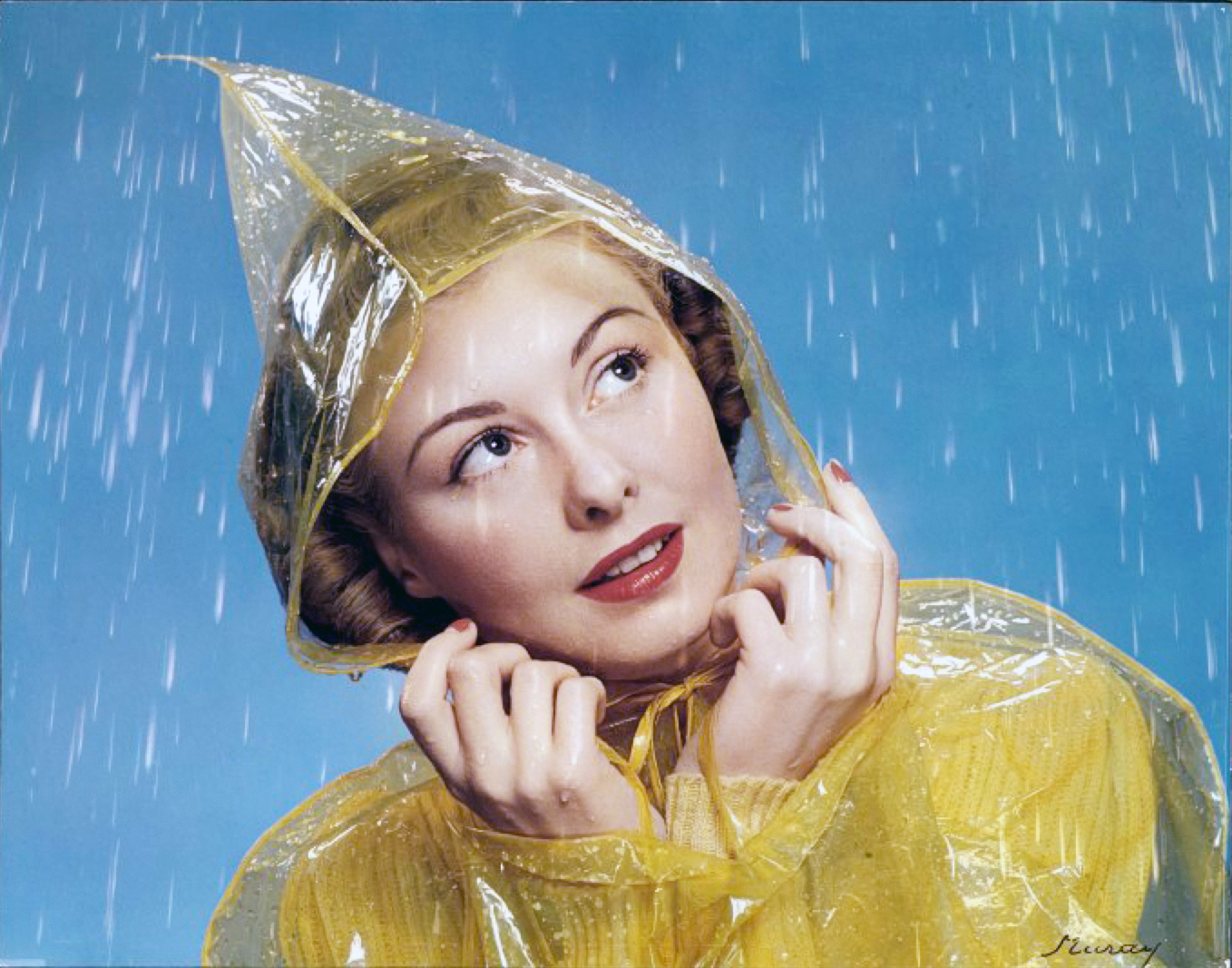
Girl in Rain, McCall Cover, 1943
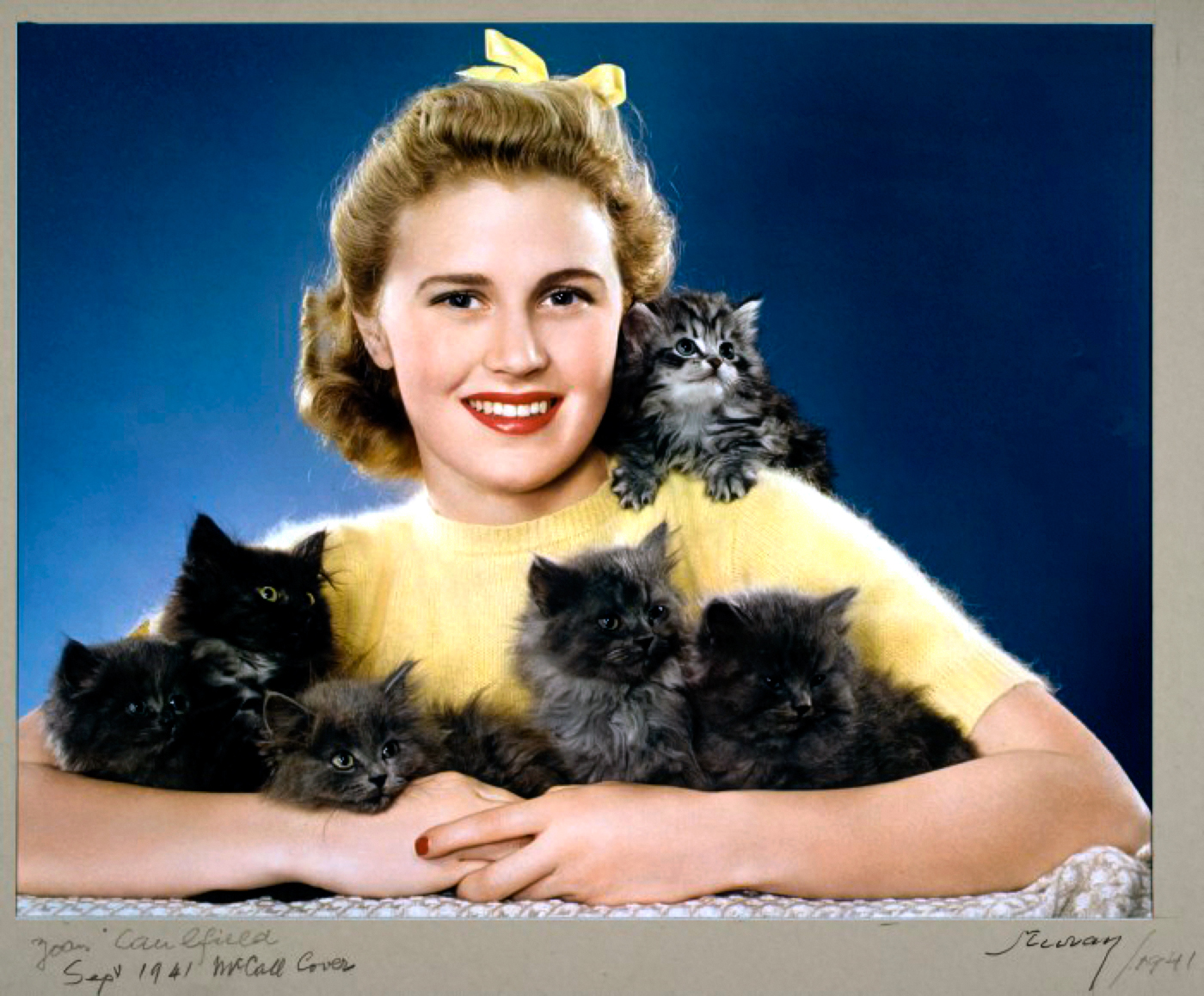
Joan Caulfield, McCall Cover, 1941
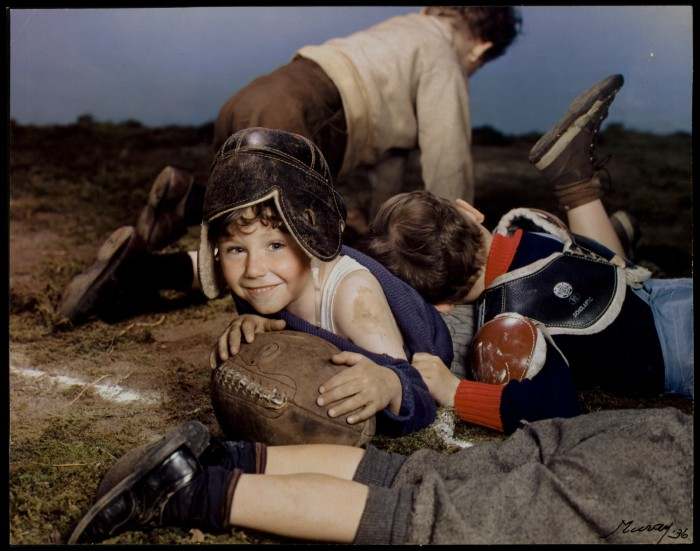
Cream of Wheat, Boys playing Football, 1936